# Sof'ja Aleksandrovna Samojlova
Contessa Sof'ja Aleksandrovna Samojlova, in russo Софья Александровна Самойлова? (4 ottobre 1797 – Parigi, 11 novembre 1866), è stata una nobildonna russa.

## Biografia
Era la figlia del conte Aleksandr Nikolaevič Samojlov, e di sua moglie, la principessa Ekaterina Sergeevna Trubeckaja. Suo padre era nipote di Grigorij Aleksandrovič Potëmkin (era il figlio della sorella di Potëmkin), perciò Sof'ja era cugina di Nikolaj Nikolaevič Raevskij e delle sorelle Engelhardt.
Ricevette un'istruzione primaria a casa. All'età di tredici anni è stato ammesso all'Istituto Caterina, e successivamente, divenne una damigella d'onore dell'imperatrice Maria Feodorovna.
Insieme al fratello Nikolaj, Sof'ja cantava splendidamente, sapeva suonare e anche richiamare. Era in rapporti amichevoli con Varvara Il'inična Turkestanova.

## Matrimonio
Sposò, il 27 aprile 1821, il conte Aleksej Alekseevič Bobrinskij, figlio Aleksej Grigor'evič Bobrinskij e Anna di Ungern-Sternberg, nipote dell'imperatrice Caterina II. Ebbero tre figli:
- Aleksandr Alekseevič (17 maggio 1823-24 febbraio 1903);
- Vladimir Alekseevič (2 ottobre 1824-28 maggio 1898);
- Lev Alekseevič (8 novembre 1831-23 marzo 1915), sposò Aleksandra Alekseevna Zolotareva.

Sof'ja ricevette una formazione eccellente, interessata alla letteratura. Nel suo salotto si incontrarono molti artisti come Vasilij Andreevič Žukovskij, i fratelli Wielhorskij, Pëtr Ivanovič Bartenev, il conte Karl Vasil'evič Nessel'rode, il barone Jakob van de Gekkern Bevervaard e Georges Charles d'Anthès.

## Morte
Sof'ja era coinvolta in opere di beneficenza. Era un membro onorario di una casa di carità di San Pietroburgo. La contessa era responsabile del reparto femminile della scuola di San Pietroburgo, nella quale i bambini ricevettero gratuitamente l'istruzione primaria.
Nel 1856 suo marito si ammalò. Sof'ja lasciò San Pietroburgo e si stabilì a Kiev. Dieci anni dopo, la contessa si ammalò e fu costretta ad andare all'estero. La sua morte è stato un vero colpo per il marito e per l'imperatore Alessandro II, che lo invitò a trascorrere l'estate insieme alla famiglia imperiale a Livadia.